# Episodi di Fast Forward (ottava stagione)
L'ottava stagione della serie televisiva Fast Forward è stata trasmessa sul canale austriaco ORF eins dal 4 novembre al 25 novembre 2024.
In Italia, è andata in onda dall'8 febbraio 2025 al 1º marzo 2025 su Rai 4.
| nº | Titolo originale        | Titolo italiano                 | Prima TV Austria | Prima TV Italia  |
| -- | ----------------------- | ------------------------------- | ---------------- | ---------------- |
| 1  | Linda van Doren         | Il Caso Linda van Doren         | 4 novembre 2024  | 8 febbraio 2025  |
| 2  | Rudolf Faden            | Il Caso Rudolf Faden            | 4 novembre 2024  | 8 febbraio 2025  |
| 3  | Angelika Zulehner       | Il Caso Angelika Zulehner       | 11 novembre 2024 | 15 febbraio 2025 |
| 4  | Gabriele Schneider-Dong | Il Caso Gabriele Schneider-Dong | 11 novembre 2024 | 15 febbraio 2025 |
| 5  | Max Stöger              | Il Caso Max Stöger              | 18 novembre 2024 | 22 febbraio 2025 |
| 6  | Angelika Wer?           | Angelika chi?                   | 18 novembre 2024 | 22 febbraio 2025 |
| 7  | Yvonne Novotny          | Il Caso Yvonne Novotny          | 25 novembre 2024 | 1° marzo 2025    |
| 8  | Marco Gentile           | Il Caso Marco Gentile           | 25 novembre 2024 | 1° marzo 2025    |